# 台湾郵便
台湾郵便（たいわんゆうびん）は、清統治時代の1888年に台湾に設立された郵便事業。
台北市に「台湾郵便局」が設置され、台湾全土の郵便業務を取り扱った。 この新しい郵便事業が従来の郵便制度や税関郵便事業と大きく異なるのは、公文書に加えて私信も受け付け、送付できることと、切手制度が導入されていることだった。 台湾郵便局は設立後、台湾が割譲されるまで運営を続けたが、その後、台湾南部では台湾民主国の都湖郵便局として短期間運営された（1895年7月31日 - 1895年10月19日）。
台湾が下関条約により日本に割譲されると、郵便事業は台湾総督府の関係部門が運営する形に変更された。